# Dioon holmgrenii
Dioon holmgrenii — вид голонасінних рослин класу саговникоподібні (Cycadopsida).

## Опис
Рослини деревовиді. Стовбур 6 м заввишки, 40 см діаметром. Листки темно-зелені, напівглянсові, завдовжки 130—150 см, з 230—260 фрагментами. Листові фрагменти лінійні, не серпоподібні; середні фрагменти 10–12 см завдовжки, шириною 7–9 мм. Пилкові шишки веретеновиді, світло-коричневі, 30–40 см завдовжки, 6–8 см діаметром. Насіннєві шишки яйцеподібні, світло-коричневі, 30–50 см завдовжки, 20–30 см діаметром. Насіння майже кулясте, 25–30 мм завдовжки, 25–30 мм завширшки, саркотеста кремова або біла.

## Поширення, екологія
Цей вид обмежується штатом Оахака, Мексика. Цей вид зростає в основному в сирому лісі де переважають види Pinus і Quercus. Рослини часто ростуть в ярах в багатому перегноєм ґрунті.

## Загрози та охорона
Ці рослини страждають від руйнування місця існування в результаті ведення сільського господарства (зерно, пасовища), а також в результаті надмірного збору. Рослини захищені місцевими громадами.